# Gartenstraße 170 (Mönchengladbach)

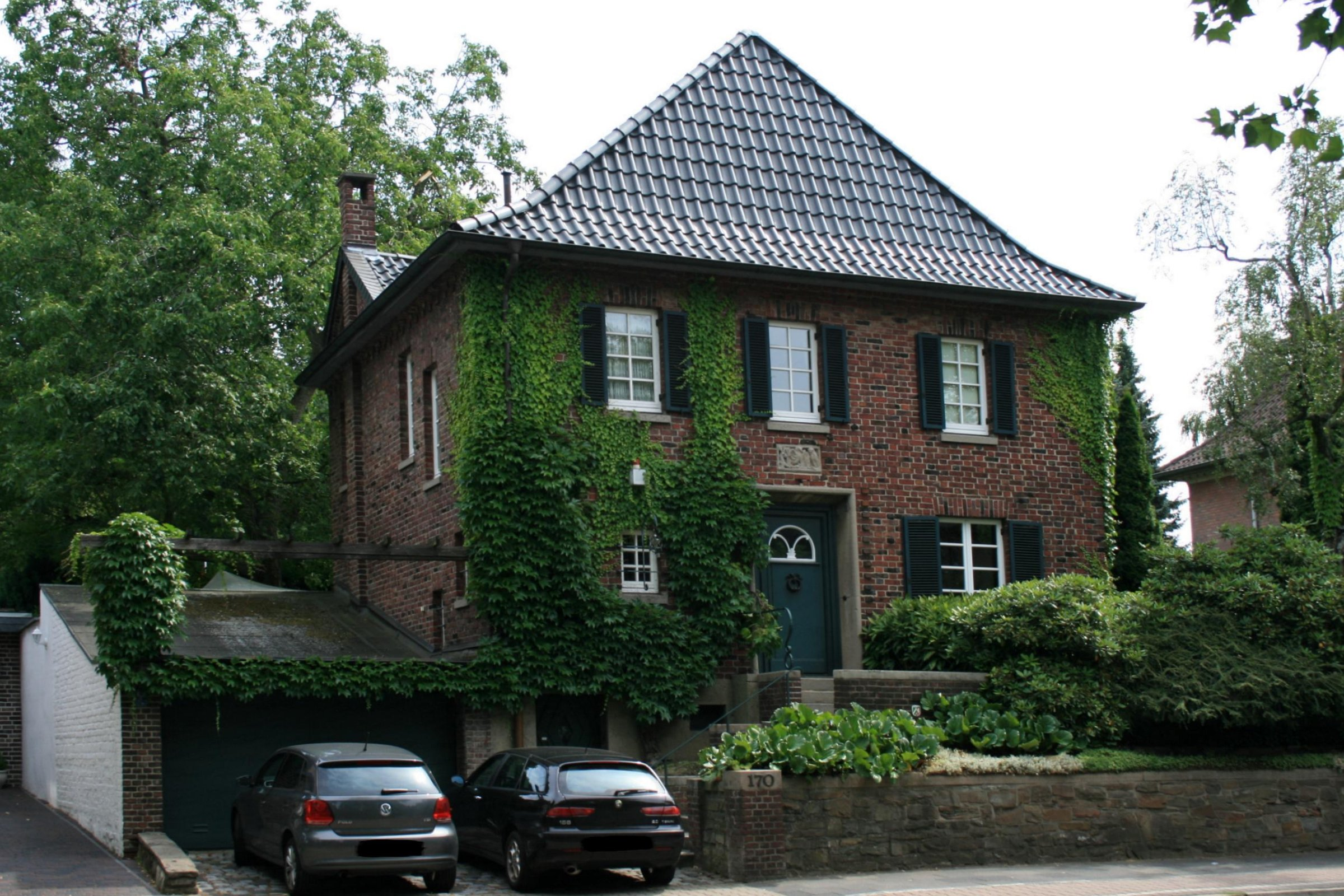
Wohnhaus (2011)

Das Wohnhaus Gartenstraße 170 steht im Stadtteil Grenzlandstadion von Mönchengladbach (Nordrhein-Westfalen).
Das Gebäude wurde 1921 erbaut. Es ist unter Nr. G 018 am 2. Juni 1987 in die Denkmalliste der Stadt Mönchengladbach eingetragen worden.

## Architektur
Die Gartenstraße ist eine alte Verbindungsstraße von Rheydt nach Mönchengladbach. Haus Nr. 170 stammt aus dem Jahre 1921 und ist der Entwurf für das Privathaus des damaligen Stadtbaumeisters Walter Fischer.
Der Backsteinbau ist wohlausgewogen, aber ohne große Besonderheit. Kellergeschoss, zwei Stockwerke und ein Halbwalmdach schließen das Haus ab. Die Fassade zeigt 2:3 Achsen.
Das Wohnhaus, vom Architekten als Musterhaus gedacht, ist ein gelungenes und typisches Beispiel für ein Einfamilienhaus der 1920er Jahre. Deswegen ist es aus bauhistorischer Sicht schützenswert.